# Babe Comes Home
Babe Comes Home is een Amerikaanse filmkomedie uit 1927 onder regie van Ted Wilde. De film is wellicht zoekgeraakt.

## Verhaal
Babe Dugan is de sterspeler van een honkbalploeg in Los Angeles. Hij heeft de vieze gewoonte om tabak te pruimen en hij knoeit daar bovendien nogal veel mee. De wasmeid Vernie wast elke week de uniformen van de ploeg. Ze besluit zelf uit te zoeken hoe het komt dat het uniform van Babe altijd zo smerig is. Tijdens een wedstrijd raakt Babe haar onbedoeld met een bal. Dat ongeluk vormt het begin van een mooie romance.

## Rolverdeling
| Acteur             | Personage     |
| ------------------ | ------------- |
| Babe Ruth          | Babe Dugan    |
| Anna Q. Nilsson    | Vernie        |
| Louise Fazenda     | Wasmeid       |
| Ethel Shannon      | Georgia       |
| Arthur Stone       | Chauffeur     |
| Lou Archer         | Peewee        |
| Tom McGuire        | Angel         |
| Mickey Bennett     | Mascotte      |
| James Bradbury sr. | Honkbalspeler |
| Guinn Williams     | Honkbalspeler |
| James Gordon       | Honkbalspeler |